# イゴール・トーレス・サルトーリ
イゴール・トーレス・サルトーリ（Igor Torres Sartori, 1993年1月8日 - ）は、ブラジル・リオデジャネイロ出身のサッカー選手。ポジションはフォワード。
1990年代にJリーグでプレーしたアルシンドは実父。

## 来歴
2011年、トライアルを経て鹿島アントラーズとプロC契約を締結。父のアルシンドもかつて鹿島に所属しており、親子2代の所属はクラブ史上初となった。同年6月にカシマサッカースタジアムで行われた震災復興チャリティーイベント SMILE AGAIN〜YELL FROM KASHIMA〜に参加し、「ANTLERS LEGENDS」のメンバーとしてアルシンドとの親子2トップが実現した。
2012年1月、契約満了により鹿島を退団。
2017年7月、香港プレミアリーグの大埔足球会への加入が決まった。2018-19シーズンは12ゴール21アシストを記録し、クラブのリーグ初制覇に貢献。リーグ年間最優秀選手にも選出された。
2019年6月、富力R&Fへの完全移籍が発表された。2020年にクラブが解散しフリーとなる。2021年1月30日、中国甲級の梅州客家足球倶楽部に加入。
2022年8月6日、J2ヴァンフォーレ甲府への加入が発表された。
同年10月19日、J2の41節町田戦、移籍後初先発でJリーグ初ゴールを決める。
同年12月15日、ヴァンフォーレ甲府は契約期間の満了と来季に向けて契約を更新しないことを発表した。

## 個人成績
| 国内大会個人成績 | 国内大会個人成績 | 国内大会個人成績 | 国内大会個人成績 | 国内大会個人成績 | 国内大会個人成績 | 国内大会個人成績 | 国内大会個人成績 | 国内大会個人成績 | 国内大会個人成績 | 国内大会個人成績 | 国内大会個人成績 |
| 年度             | クラブ           | 背番号           | リーグ           | リーグ戦         | リーグ戦         | リーグ杯         | リーグ杯         | オープン杯       | オープン杯       | 期間通算         | 期間通算         |
| 年度             | クラブ           | 背番号           | リーグ           | 出場             | 得点             | 出場             | 得点             | 出場             | 得点             | 出場             | 得点             |
| 日本             | 日本             | 日本             | 日本             | リーグ戦         | リーグ戦         | リーグ杯         | リーグ杯         | 天皇杯           | 天皇杯           | 期間通算         | 期間通算         |
| ---------------- | ---------------- | ---------------- | ---------------- | ---------------- | ---------------- | ---------------- | ---------------- | ---------------- | ---------------- | ---------------- | ---------------- |
| 2011             | 鹿島             | 33               | J1               | 2                | 0                | 0                | 0                | 0                | 0                | 2                | 0                |
| 2022             | 甲府             | 17               | J2               |                  |                  |                  |                  |                  |                  |                  |                  |
| 通算             | 日本             | 日本             | J1               | 2                | 0                | 0                | 0                | 0                | 0                | 2                | 0                |
| 通算             | 日本             | 日本             | J2               |                  |                  |                  |                  |                  |                  |                  |                  |
| 総通算           | 総通算           | 総通算           | 総通算           | 2                | 0                | 0                | 0                | 0                | 0                | 2                | 0                |

| 国際大会個人成績 | 国際大会個人成績 | 国際大会個人成績 | 国際大会個人成績 | 国際大会個人成績 |
| 年度             | クラブ           | 背番号           | 出場             | 得点             |
| AFC              | AFC              | AFC              | ACL              | ACL              |
| ---------------- | ---------------- | ---------------- | ---------------- | ---------------- |
| 2011             | 鹿島             | 33               | 0                | 0                |
| 通算             | AFC              | AFC              | 0                | 0                |

- Jリーグ初出場 - 2011年6月15日 J1第15節 vsヴァンフォーレ甲府戦（カシマスタジアム）

## タイトル
クラブ
フラメンゴ
- カンピオナート・カリオカ : 2014

大埔
- 香港プレミアリーグ : 2018-19

ヴァンフォーレ甲府
- 天皇杯 : 2022

傑志
- 香港シニアシールド : 2022-23

個人
- 香港プレミアリーグ年間最優秀選手 : 2018-19
- 香港プレミアリーグ得点王 : 2019-20（6得点）